# 华东野战军

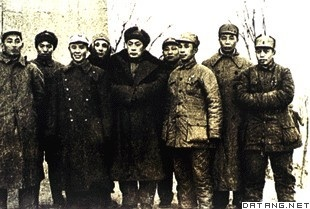
华东野战军司令员兼政治委员陈毅与副司令员粟裕、副政治委员谭震林等合影

华东野战军，简称华野，是国共内战时期由中国共产党领导的中国人民解放军位于华东地区（山东、江苏、河南、安徽大部）的一支野战军。华东野战军于1947年3月由原山东野战军和华中野战军合编而成，原山东野战军司令员陈毅为华东野战军司令员兼政治委员，原华中野战军司令员粟裕为副司令员，故也称陈粟大军。1949年2月，奉中共中央军委令，华东野战军改称第三野战军。华东野战军在第二次国共内战期间歼灭国军245万人，在解放军5支战略部队（东北、西北、华东、中原、华北）中排名第一。

## 历史
华东野战军主要源自國民革命軍陸軍新編第四軍，簡稱新四军(由江西、福建、廣東、湖南、湖北、河南、浙江、安徽等八省的紅軍和游擊隊整編而成)，其7个师中的第1、2、4、6、7师（第3师3.5万人由黄克诚带领开赴东北，后编入东北野战军；第5师由李先念带领建立中原军区，中原突围后编为晋冀鲁豫野战军第十二纵队最后演变为江汉军区），同时八路军山东军区留守山东未参与抢占东北的一部也构成了华东野战军部分来源。
在“向北发展、向南防御”的大方针下，按照1945年9月19日中央部署，山东八路军一线主力部队执行“向北发展”，迅速北出冀东和东北。为填补山东主力部队北上后的空白，刘少奇于9月20日向华中局和新四军发出撤退江南、迅速向山东开进的指示。9月22日，华中局向新四军江南部队和粟裕发出命令：迅速北撤，越快越好。粟裕立即在江苏宜兴张渚镇主持会议，研究行动方案，汲取皖南事变的教训，部队的行动路线要高度保密，迅速行动；经研究定下的后撤方案为：
- 苏浙军区司令员粟裕率第一、第三纵队及部分地方武装万余人10月初从宜兴出发，在常州至奔牛之间越过沪宁线，由两桥渡江北上，10月8日全部安全到达苏中泰兴。
- 苏浙军区副司令员叶飞9月下旬率第四纵队从金华地区出发集结于长兴，接应浙东第二纵队渡钱塘江北上。10月3日，华中局指示：“浙东部队能北渡即迅速北渡，如不能即退回原地坚持。”此时已无法后退，浙东新四军部队只能有进无退。10月4日和5日，先后在澉浦登陆的第二纵队一部，遭到国军围堵，付出伤亡223人的惨重代价杀开血路北上集结于浦东地区。另有一部途中遭台风袭击，至10月中旬才陆续到达。10月下旬，浙东第二纵队会合战斗在上海郊区的新四军淞沪支队，分头渡过长江，于10月21日到达江苏南通、海安地区。浙东部队突围后，叶飞率第四纵队主力经宜兴、溧水、句容等地，渡江北上到达泰兴。第四纵队司政后机关、苏南二地委干部队和第十支队两个连所乘坐的轮船在长江沉没，除几十人获救外，第四纵队政委韦一平等800余人遇难。
- 新四军第七师在皖南部队于10月初从繁昌过江到达巢县、无为地区，与新四军第七师皖中部队会合。

1945年9月23日由刘少奇起草的中央指示电，决定新四军主力及陈毅、饶漱石二人均留山东工作，望陈毅及所率军事干部取捷径直到山东接替罗荣桓的职务，以便罗能迅速去东北。陈毅从濮阳向东日夜兼程，10月3日抵达微山湖，10月5日到达临沂。10月20日，毛泽东致电陈毅等：中央决定以新四军军长陈毅兼八路军山东军区司令，以山东分局副书记黎玉代理分局书记。10月28日，华中局和新四军军部由江苏省淮阴分批移往临沂，华中局与山东分局留下的一部分机关合并筹组华东局，新四军军部兼山东军区机关。
1945年9月下旬，华中局令罗炳辉率新四军第二师从高邮地区、张爱萍率新四军第四师从泗县地区、谭希林率新四军第七师从无为地区北上，作为入鲁的第一、第二批部队。计划粟裕率领江南北撤的两个旅到达苏中地区后，稍加休整，并由苏中抽调两个旅补充至约2.2万人左右，作为第三批入鲁部队。叶飞率廖政国旅及苏南地方部队、地方干部约1.5万人，拟作第四批入鲁部队。
1945年9月26日，刘少奇为中共军委起草致华中局电指出：“江南撤退，但江北必须控制，不可放松。如我在苏中、苏北、皖东不能击退顽军进攻，则对全国战略形势将受影响。你们北上部队除三师四个旅以外，第二批二师两个旅，是否再令九旅北进，因九旅原在山东行动。粟裕两个旅可作为北进预备队，看山东形势须要时即调赴山东，不须要时，可留华中工作。叶飞一个旅必须留在苏中、苏北，因华中须仍留必要的主力部队。如将来山东方面须要更多兵力，可从华中派些次要的部队北上。”据此，10月3日，罗炳辉率第二师师部及所属第四、五旅从淮南北上，过三河、泗阳，在淮北宿迁与第四师第九旅合编为第二纵队，罗炳辉任司令员，赵启民任政治委员，韦国清任副司令员。10月20日，第二纵队越过陇海铁路，25日至27日进入鲁南津浦线战地。新四军第七师皖南、皖中部队会合后，在皖东藕塘整编为第十九、第二十、第二十一旅，谭希林任师长，曾希圣任政治委员，北上入鲁，至11月中旬进入鲁南津浦战区。第二纵队与第七师共计6个旅，3.6万人。
由于津浦路徐州至济南段破路不彻底，致使国军第十二军、骑二军及吴化文新编第五路军1.5万余人进抵济南，中共中央10月12日以军委名义致电陈毅、罗荣桓、黎玉等人，指示组织津浦前线野战军，并将冀鲁豫区的湖西、泰西分区部队划归山东指挥调动：“目前山东与华中的中心任务（除出兵东北外），就是截断津浦路，阻止顽军北上，并力求消灭北上顽军之一部或大部。为此必须立即组织一个强大的突击力量，布置于徐州以北、济南以南之适当位置，控制铁路一段，创造战场，以便打击北上顽军。山东分局前电组织五个临时纵队，平均分置津浦、胶济、陇海三路，不甚妥当。应将鲁中、鲁南、滨海及湖西、泰西主力集中，再加新四军北上两个旅，组成一强大野战军，由陈、罗、黎亲去指挥（或罗、黎二人中分一人处理后方工作）担负此任务。新四军除令五旅、九旅速到山东外，亦应在淮南、淮北集中力量于津浦路作战。”按照中央指示，陈毅、黎玉赴鲁南前线，指挥津浦线作战。罗荣桓决定原本北上出关的山东第三师继续留在津浦路作战。陈毅于10月23日向中央报告：“截止今晚止，手中只集中山东八师3个团，新四军九旅3个团，湖西一个地方团600人，新四军五旅两个团要25日才能赶到。山东二师本日开至我们附近，又奉罗令东开。三师因开东北而东撤。新四军二旅王必成部及十九旅谭希林部，本日从淮南、苏中动身，最快得11月10日左右才能赶到。”陈毅根据当时情况，决定成立津浦前线指挥部，发动津浦路阻击战：
- 以山东第八师和鲁南军区武装攻歼邹县、临城间日伪军。山东军区第八师奔袭邹县，全歼守敌2700余人；继而沿津浦铁路向南北扩张，连克十里铺、下看铺、界河、东滩等车站、据点，迫使邹县南侧300多日军投降，控制邹县南北铁路40余公里。
- 以鲁中军区、山东第四师等部攻歼兖州、泰安间日伪军，切断铁路，开辟战场。山东军区第三、第四师攻克大汶口，控制大汶口南北铁路10余公里。
- 新四军北调部队加速北上参战，迎歼由徐州继续北进之敌。

1945年10月31日，中共中央致电祝贺江南新四军7万部队胜利到达苏北、皖东，并指示部队进行形势和任务教育，争取主力提早入鲁。叶飞率第二、第四纵队渡过长江后继续北上，于11月10日到达苏北涟水，与苏中军区教导旅合编为新四军第一纵队，奉命挺进东北。叶飞任司令员，赖传珠任政治委员，谭启龙任副政治委员兼政治部主任，下辖3个旅，路线为过陇海铁路，经山东滨海地区到达胶东，由龙口渡渤海到营口登陆。1945年12月初，全纵队到达山东莒县地区休整，中央军委于12月6日解除该纵开赴东北的任务，留山东参战。
1945年11月3日8时许，吴化文率新编第五路军总部及主力5000余人，在日军一个联队1000余人的开路掩护下，由界河出动北上。当日13时40分进入陈毅的津浦前线野战军（参战有山东第八师、新四军第二纵九旅与五旅、山东军区第三、第四师及鲁中警三旅）的设伏区，重创日军一个大队，歼吴化文部4000余人，俘第一军军长于怀安、师长徐树声以下军官数百名。
1945年11月10日，留在华中、淮南的新四军部队组建为华中野战军，粟裕任司令员，谭震林为政委，辖第六、第七、第八、第九纵队，共4万余人，在建制上属于华中军区，在战略行动上受华东局、陈毅指挥。12月，中共中央决定，成立中共华东中央局，饶漱石任书记，陈毅、黎玉任副书记，统一领导山东、华中两大战略区的党政军工作。12月6日，中共中央军委决定，新四军军部兼山东军区机关，任命新四军副军长张云逸兼山东军区副司令员（留后方负责军区日常工作），山东军区副政治委员黎玉兼新四军副政治委员，陈士榘为新四军兼山东军区参谋长，舒同为新四军兼山东军区政治部主任，华中另组华中分局，归华东局领导，同时成立华中军区，隶属新四军建制。为统一指挥八路军山东军区部队和入鲁的新四军部队，中央军委决定把山东军区津浦前线部队组建为山东野战军；1946年1月7日，中央军委任命陈毅为山东野战军司令员，黎玉为政委，隶属于新四军军部兼山东军区，辖叶飞新四军第一纵队、罗炳辉韦国清新四军第二纵队和山东第七师、山东第八师，共7万余人。
1946年6月国军围攻中原军区后内战全面暴发，两野战军分别在苏北和苏中两个战场面临国军进攻。7、8月间，华中野战军在苏中一带以3万人迎战国军第一绥靖区12万人，连续取得了7次胜利，累计歼敌5万余人，受中央军委嘉奖并令“各区仿照办理”。与此同时，山东野战军在安徽朝阳集取得胜利，歼敌5000余人，但在随后的泗县战役、两淮战役中接连败北，泗县、灵璧、五河、睢宁、泗阳、淮阴、淮安全部陷落，兵力损失严重。两淮战役间，华中野战放弃围攻海安计划，北上增援山东野战军，但由于两军距离遥远，未及赶到两淮已告陷落。10月，山东野战军取得涟水保卫战胜利，歼敌2000余人；11月-12月，华中野战军在淮沭路歼敌4000人，在盐城以南歼敌6000余人。至12月中，国共两军对峙于盐城、涟水、沭阳一线。
在半年的作战中两野战军领导人已充分认识到"华中、山东长期相依，合则俱存，分则俱亡"，但由于国军频繁进攻，两军被迫分兵应敌。1946年10月15日，中央军委电令：“陈（毅）、张（鼎丞）、邓（子恢）、曾（山）、粟（裕）、谭（震林）团结协和非常重要，在陈领导下，大政方针共同决定，战役指挥交粟负责”，指挥机关的合并奠定了华东野战军的组建基础。1946年12月13至18日，华中野战军司令员粟裕指挥山东野战军举行宿北战役，以伤亡8000人代价全歼整编69师21000人，师长戴之奇自杀。1947年1月的鲁南战役则是山东、华中两野战军的首次战役协同，共计歼灭2个整编师另1个快速纵队5万3千人，缴获美制105mm榴弹炮48门，坦克24辆，汽车470台，俘虏国民革命军中将整编26师师长马励武、整编51师师长周毓英，耗时仅18天。此战胜利更促成了山东野战军和华中野战军的合并。
1947年2-3月间，利用作战间隙，山东野战军和华中野战军合并编组为华东野战军。辖9个步兵纵队（不含留置苏中地区的11、12纵队），1个特种兵纵队。

## 华东野战军序列
华东野战军：司令员兼政委陈毅、副司令员粟裕、副政治委员谭震林
- 第1纵队  司令员：叶飞 政委：叶飞（兼）→谭启龙
  - 由山东野战军第1纵队改称，辖第1、第2、第3师，另辖独立师（即原中原突围至华东解放区之皮定均旅，1948年1月离开华野改归华北军区野战兵团建制）。
- 第2纵队  司令员：韦国清→滕海清 政委： 韦国清（兼）→康志强
  - 由山东野战军第2纵队和华中野战军第9纵队合编而成，辖第4、第5、第6师。
- 第3纵队  司令员：何以祥 →孙继先 政委：丁秋生
  - 由山东野战军第8师及鲁南军区、滨海军区之主力师（旅）合编而成。辖第7、第8、第9师。
- 第4纵队  司令员：陶勇 政委： 王集成 →郭化若
  - 由华中野战军第1师改称。辖第10、第11、第12师。
- 第6纵队  司令员：王必成 政委：江渭清
  - 由华中野战军第6师改称。辖第16、第17、第18师。
- 第7纵队  司令员：成钧 政委：赵启民
  - 由山东野战军第7师之1个旅及原淮南军区第5旅合编而成。辖第19师、第20师。第21师于后期从各军区抽调部队组建。
- 第8纵队 司令员：王建安→张仁初 政委：向明→王一平
  - 由鲁中军区主力师（旅）改编而成。辖第22师、第23师、第24师。
- 第9纵队 司令员：许世友→聂凤智 政委：林浩→刘浩天
  - 由胶东军区主力师（旅）改编而成。辖第25师、第26师、第27师。
- 第10纵队 司令员： 宋时轮 政委： 景晓村→刘培善
  - 由渤海军区主力师（旅）改编而成。辖第28师、第29师。
- 华东野战军特种兵纵队：陈锐霆任特纵司令员，张藩任政治委员，刘述周（后任政委）任政治部主任，钟国楚任参谋长，董尧卿任副参谋长，喻新华任政治部副主任。 1947年3月18日晚，经过一个多月的紧张筹备，华东野战军特种兵纵队在沂南县苍子坡村成立，同时宣布榴弹炮团和特科学校组建。原直属华中野战军的骑兵团和炮兵团、滨海三团、山东野战军工兵营、山东军区特务第二团二营、华东军政大学第六大队（炮兵大队）、华中皮革厂及军工部第八厂等单位，以及在宿北、鲁南战役中缴获的火炮等重装备，均拨归特纵建制。以原山东野战军指挥部一部为基础，增添部分业务干部，组成特纵司、政、供、卫机关。特纵建制有骑兵团一个，炮兵团两个（一个老团，一个新组建美式榴炮团），扩建一个工兵团，组建一个特科学校，以及修理厂、皮革厂等，共3500人。原直属华中野战军的骑兵团、炮兵团执行原任务不变。特纵主要搞重型的火炮，编成野炮团和榴弹炮团。骡马牵引的野炮和汽车牵引的美式榴弹炮，应当以威力大、机动性强的榴弹炮为重点。要采取突击手段，把美式榴弹炮兵团尽快建设起来，使之尽快成为野战军手上的一个威力大、机动性强的火力拳头。1947年4月初，特种兵纵队从沂南转移到莒北大三户，从此特纵的前后方部队分散执行任务，陈锐霆带部队在前方作战，张藩政委负责后方工作。1949年张凯任政治委员，下辖6个炮兵团及战车团、工兵团、教导团、特科学校等，共2.2万人。1949年6月，新扩编炮兵第13团、战车团、工兵团、高炮团。1949年8月，特纵机关从上海迁至南京汤山。1950年10月，以第三野战军特种兵纵队为基础，分别成立华东军区炮兵司令部、工程兵司令部、装甲兵司令部和炮兵学校、工程兵学校。特种兵纵队番号撤销。
  - 辖榴弹炮团、野炮团、骑兵团、工兵团，战车营和汽车大队。
  - 华野特纵特科学校：1947年3月18日，在山东省沂水县东西满堂坡村（今前坡和后坡）创建。以雪枫大学和山东军政干部学校合并为华东军政大学第六大队（即炮兵大队，原驻莒南县大店镇狮子口）大队部及其第一、第三队为基础为基础，加上从东江纵队调来的一批连排干部（华东军大第四大队第三队党支部副书记曾源，原任东纵第七支队政委，中山大学大学生出身）和200余名国民党被俘解放人员扩充而成。校长陈锐霆、政委张藩、教育长孙叔平主持日常工作。系南京炮兵学院的前身。起初为团级编制，机关设训练处、政治处、校务处，由陈秉德、曾源、余西迈分别负责。三个学员队300多名学员，其中一、三队为炮兵队，四队为坦克队。开学个把月后，又先后增加了第七、第八、第九、第十等四个解放队近400名解放人员和第五队（汽车队）。校部就搬到了陈家庄。主要任务有两项：一是用短期速成的方法，每期教学时间一般为三个月，可以根据实际需要延长或缩短，为前方部队培养炮兵、坦克兵、工程兵的技术骨干，包括炮兵观测员：坦克和汽车驾驶员等。二是接收、教育和改造被俘的国民党军下级军官及技术人员。

华中野战军留置苏中的第7纵队改称华东野战军第11纵队，第10纵队改称华东野战军第12纵队。属野战军编制，但实际执行敌后游击战任务（1948年1月30日，11纵、12纵与2纵共同编成苏北兵团，自此始列为野战纵队）。
- 第七纵队：1946年10月13日-12月27日，华中野战军第七纵队在参加苏中战役之后，为掩护主力北撤，展开了艰苦的通榆路中段阻击战。1947年初，第七纵队奉命返回苏中敌后，坚持斗争，并改编为华东野战军第11纵队兼苏中军区，司令员管文蔚→胡炳云、政委姬鹏飞→张藩，副司令员胡炳云。后方机关驻大丰县大桥镇。下辖
  - 第31旅 旅长段焕竞、政委刘毓标
    - 第91团  团长周建平、政委朱群 副政委赵伯英 参谋长李干
    - 93团 团长吴森亚

  - 纵队特务团。

华东野战军另直辖由东江纵队改编的两广纵队，但47年8月该部成立时实际兵力仅约4800人左右，相当于2个团。
经过整编和补兵，1947年3月，华东野战军总兵力达27.5万余人（不含11、12纵队），在当时各战略区中位居第一。
华东野战军在创建之初拥有12个步兵纵队（含两广纵队）另1个特种兵纵队，后来在1947年底成立了第13纵队；1948年7月济南战役前夕成立了鲁中南纵队，1948年10月淮海战役前夕又成立了渤海纵队。至此，到淮海战役时（1948年11月6日发起），华东野战军拥有15个步兵纵队（含两广纵队），1个特种兵部队，兵力42万人。1949年1月，奉中央军委令，华东野战军改称第三野战军，华东野战军番号撤销。
截止目前，中国人民解放军陆军现存的13个集团军中，有3个来自华东野战军：
- 第76集团军，原华野2纵；
- 第80集团军，原华野8纵；
- 第73集团军，原华野13纵。

## 参加战役
- 苏中战役
- 宿北战役
- 鲁南战役
- 莱芜战役
- 孟良崮战役
- 南麻战役
- 沙土集战役
- 豫东战役
- 济南战役
- 淮海战役
- 渡江战役